# Campanile di Val Montanaia
Il Campanile di Val Montanaia (Cjampanili in lingua friulana, 2.173 m s.l.m.) è una cima delle Dolomiti friulane, appartenente al gruppo degli Spalti di Toro, posta in Val Montanaia, nel comprensorio dell'alta Val Cimoliana, all'interno del territorio del comune di Cimolais (provincia di Pordenone).

## Descrizione

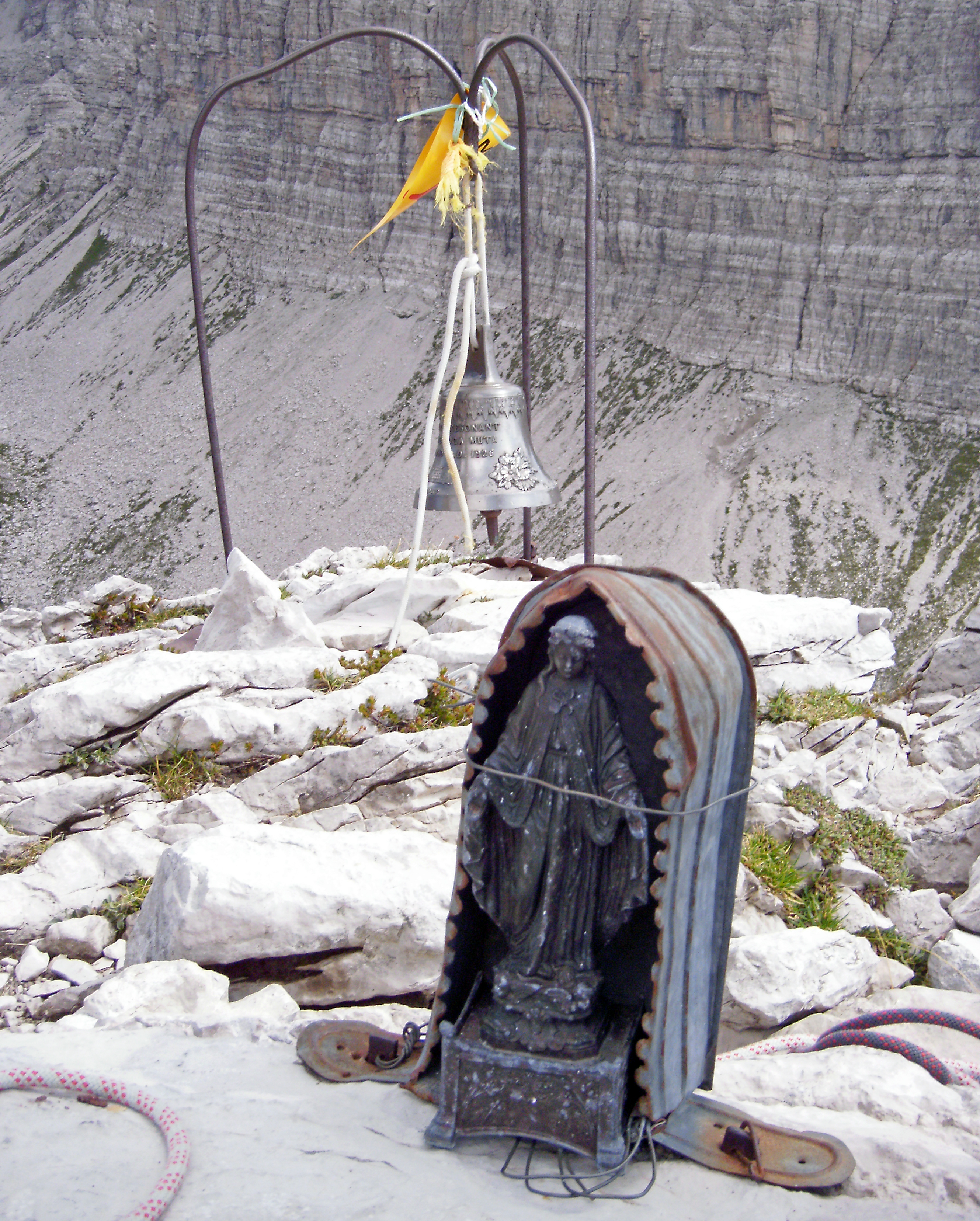
La campana posta sulla vetta del Campanile

Il Campanile di Val Montanaia è una guglia alta 300 metri e con una base di 60 metri che si staglia contro il cielo al centro della valle, in una posizione considerata unica perché nettamente separata dalle guglie dolomitiche costituenti l'anfiteatro circostante: è frutto dell'erosione alpina, in particolare quella attuata dai grandi ghiacciai che ricoprivano e conferivano la forma attuale alle vallate principali.
Sulla vetta si trovava una campana di bronzo che fu portata in cima il 19 settembre 1926 da 22 alpinisti veneti, che reca inciso il motto Audentis resonant per me loca muta triumpho. A seguito del danneggiamento di quest'ultima, nel 1982, si è provveduto alla sostituzione con una copia perfettamente uguale; oggi l'originale è custodita presso la Sede della Sezione CAI di Pordenone.

## Alpinismo

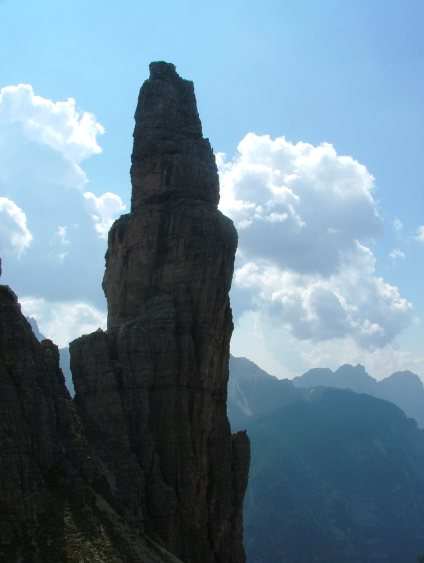
Campanile di Val Montanaia dal sentiero per f.lla Segnata

Alpinisticamente molto famoso, è stato scalato per la prima volta il 17 settembre 1902 dagli alpinisti austriaci Victor Wolf von Glanvell e Karl von Saar; il 7 settembre 1902 i triestini Napoleone Cozzi e Alberto Zanutti avevano superato il tratto più difficile dell'ascensione ("fessura Cozzi" di V grado di difficoltà), ma non erano però riusciti ad intuire il percorso successivo per la vetta. Le due comitive si incontrarono a Cimolais dove i triestini, molto sportivamente, diedero indicazioni sul percorso effettuato che risultarono molto utili alla cordata austriaca.
Questa via di salita, considerata la "normale", è ora un'arrampicata di media difficoltà ma che si svolge comunque su una parete molto esposta che ancora testimonia l'audacia dei primi salitori nel superare l'elegante passaggio chiave. Ora la salita è resa più sicura grazie a materiali, tecniche e preparazioni specifiche collaudate, ma non è assolutamente da sottovalutare. Il percorso più agevole per avvicinarsi ad ammirare il "Campanile" è attraverso la Val Cimoliana.
Il problema del grande strapiombo della parete nord, di per sé non così rilevante in ambito alpino, passò alle luci della ribalta grazie ad un caso particolarmente triste di polemica per l'attribuzione di una prima salita: il 3 settembre 1925 Severino Casara, avvocato vicentino e futuro compagno di Emilio Comici in alcune delle sue più intrepide imprese quali la Cima d'Auronzo e il Salame del Sassolungo, separatosi da una comitiva che saliva con lui in Val Montanaia attaccò direttamente la parete strapiombante poco a destra della colata nera che la solca al centro e traversò a destra allo "spigolo a sega" dove la roccia diviene più facile. La salita era stata tentata in precedenza dai fratelli Fanton che vi avevano lasciato una corda fissa ed un gruppo di chiodi infissi nel punto più alto raggiunto.
Cinque anni dopo Attilio Tissi e compagni ritentarono l'itinerario di Casara ma non riuscirono a ripetere la via descritta nella Guida Berti appena pubblicata, aprirono un nuovo itinerario artificiale e giudicarono impossibile la via dichiarata dal vicentino. Tutti i più forti dell'epoca tra cui Carlesso e Tita Piaz tentarono la traversata che riuscì solo a Celso Gilberti nel 1931; G.B. Fabjan e Giulio Benedetti poi completarono l'itinerario infiggendo altri chiodi lungo la traversata, ma lasciando aperto il dubbio sulla veridicità del racconto di Casara. La reputazione di Casara, malgrado le numerose ascensioni successive del suo tracciato anche in libera integrale ed oggi valutata VI+, ne uscì gravemente compromessa ed oggi è un alpinista dimenticato nonostante le centinaia di vie aperte sulle pareti delle Dolomiti, tutte di grande valore alpinistico.
Un tentativo perpetrato da Emilio Comici e Severino Casara lungo la parete est del campanile fallì per le difficoltà e il tempo e venne ripreso nel 1955 da Spiro Dalla Porta Xydias e P. Cetin che salirono un lungo diedro dominato da strapiombi neri e proseguirono lungo la cuspide del campanile con un itinerario indipendente. Tra il 9 agosto 1959 ed il settembre dello stesso anno gli alpinisti Plinio Toso "Orso" del Gruppo Rocciatori Gransi di Venezia ed il pordenonese Bepi Faggian aprirono una nuova e spettacolare via: "La via degli strapiombi" sul versante nord del campanile. "Nel … 59 mi ritrovai dietro alla schiena due simpatici personaggi. L'uno di Murano: Plinio Toso, maestro vetraio e pescatore, l'altro, che non pesava più di 40 chili, era Bepi Faggian di Pordenone. Lavorarono per più giorni con staffe e chiodi, ma toccarono il ballatoio con una via diretta al centro della parete nord" -- Mauro Corona.
Nel 1961 Raffaele Carlesso lasciò la sua firma sul Campanile scalando la strapiombante fessura della parete est e aprendo la via più ardua dei Monfalconi fino a quel momento. Mauro Corona scalò più di 200 volte il Campanile per diversi itinerari, aprendovi anche vie nuove tutte molto impegnative lungo i vari versanti della guglia, anche in compagnia di Alessandro Gogna che, tra l'altro, fu tra i ripetitori della via di Casara del '25 e che attestò come il passaggio fosse possibile anche senza i chiodi infissi nelle varie ripetizioni.

### Salita alla vetta
- La via normale è una grande classica degli Spalti di Toro e delle Dolomiti in generale, ripetuta centinaia di volte ed ancora oggi regolarmente percorsa da cordate di tutta Europa. La via attacca alla base della parete est ed avvolge a spirale il Campanile portandosi sul lato sud seguendo le naturali pieghe della parete; il tratto chiave è la fessura Cozzi oggi valutato V-, certamente un passaggio molto ardito per l'epoca in cui venne superato ma anche il resto della via si aggira costantemente sul IV ed è comunque impegnativa.
- Lo strapiombo nord presenta diversi itinerari possibili di salita e tutti molto impegnativi anche se brevi: il famigerato "spigolo a sega" che fascia a destra la parete è raggiungibile con una traversata valutata VI+/VII- (i chiodi Fanton non ci sono più) per circa 10 m, possibile anche in artificiale, e poi con difficoltà minori sul V grado fino al ballatoio; la via di Tissi e compagni è un itinerario artificiale che taglia in diagonale la traversata dello spigolo a sega ottenuto tramite manovre funamboliche dai primi salitori e la via Toso-Faggian che attacca direttamente lo strapiombo per delle lievi fessure superficiali e poi sale la cuspide avvolgendola da destra a sinistra e presenta difficoltà di VI nei primi 40 m e poi IV e V nei restanti.
- La parete est è percorsa da tre itinerari molto severi e difficili, pochissimo ripetuti se non abbandonati che sono la Dalla Porta Xydias-Cetin che sale il lungo sistema di diedri parallelo allo spigolo sud-est, con roccia in parte friabile ed oppone difficoltà continue di VI grado fino alla vetta; la Carlesso-De Zanna si tiene sul lato destro della parete lungo una fessura-diedro con tetti e segue un percorso pressoché rettilineo fino al ballatoio con difficoltà di VI+; la Diretta Corona-Gogna sale al centro della parete.
- Lungo la parete sud sono state tracciate varianti più o meno difficili alla via normale ed oggi poco riprese ed una via diretta di Corona, Moret e Bravin nel 1994 con difficoltà di VII. Lo spigolo sud-est venne scalato solo nel 1984 da P. Beltrame e P. Ivo.
- La parete ovest presenta due itinerari di media difficoltà che si congiungono alla via normale: quello di sinistra è la Ulian-Scaramuzza del 1969 e quello di destra è la Zanetti-Parizzi del 1928, entrambi con difficoltà di V grado. Sul lato sinistro, completamente indipendente dalla via normale, Corona, Carratù e Giordani tracciarono una difficile via nel 1990 con tratto chiave di VII+ o A0 e lunghi tratti di VI fino alla vetta.

## Galleria d'immagini

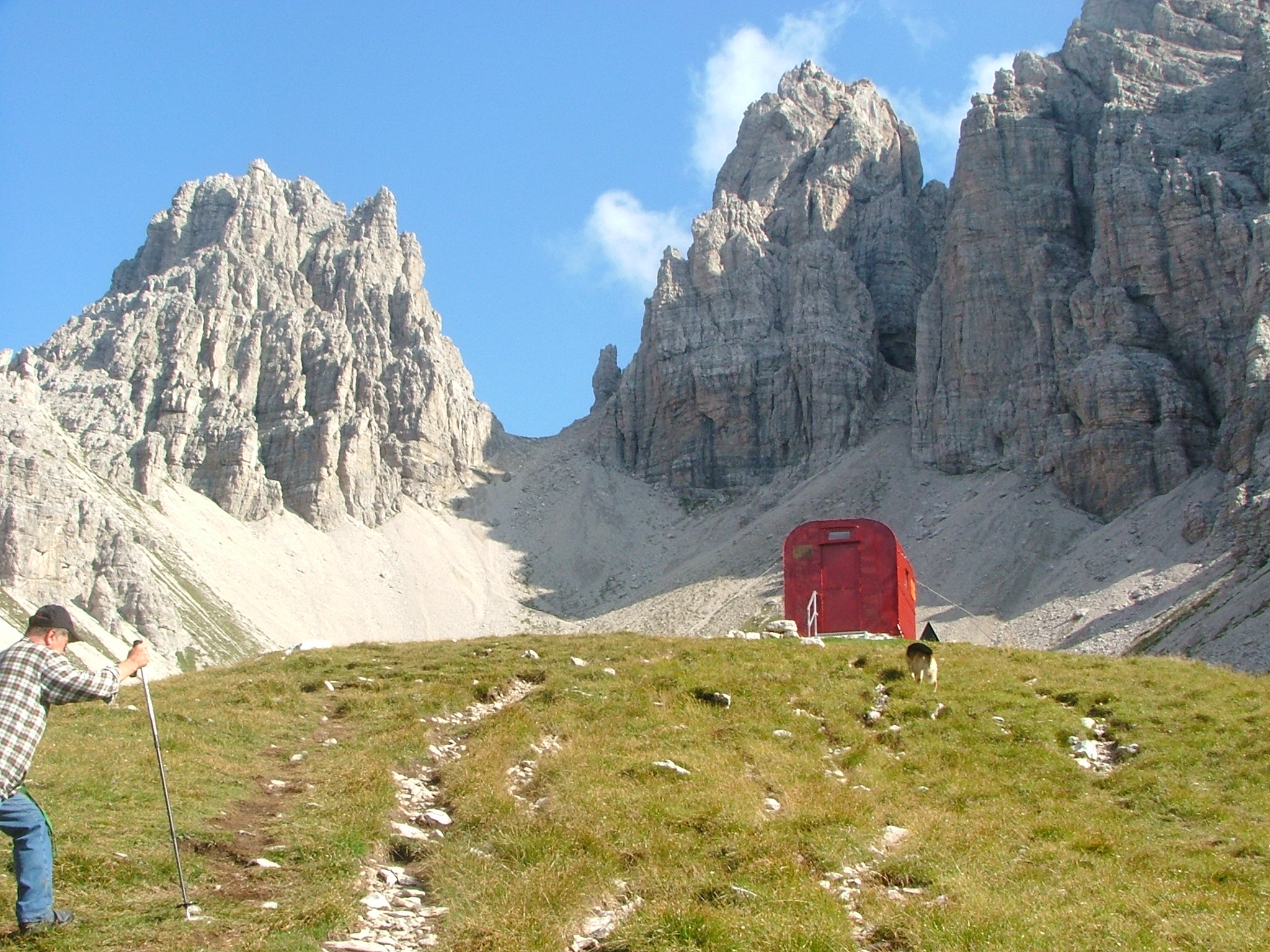
Il bivacco Giuliano Perugini dal Campanil de Val Montanaja
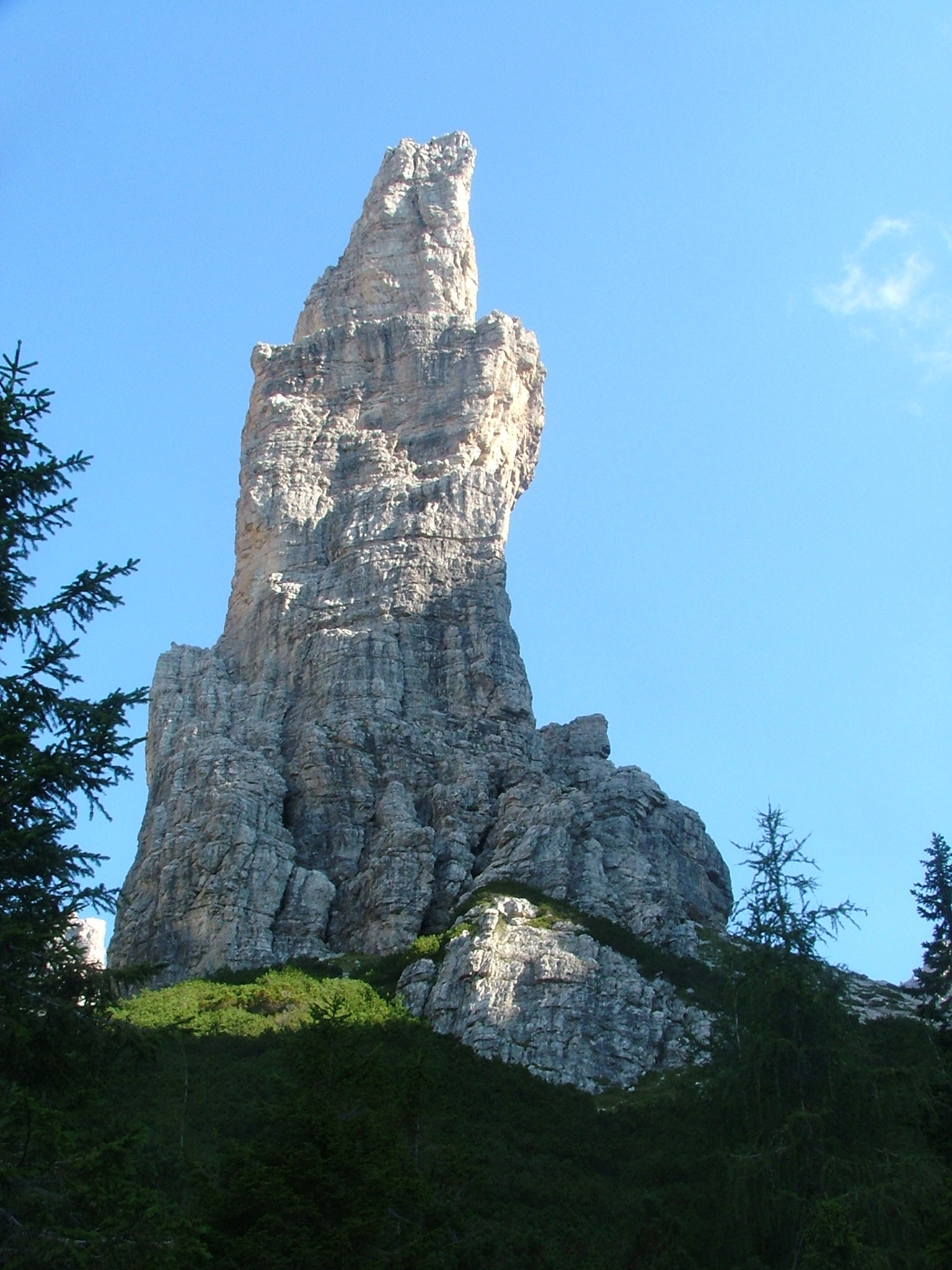
Il Campanile della Val Montanaia
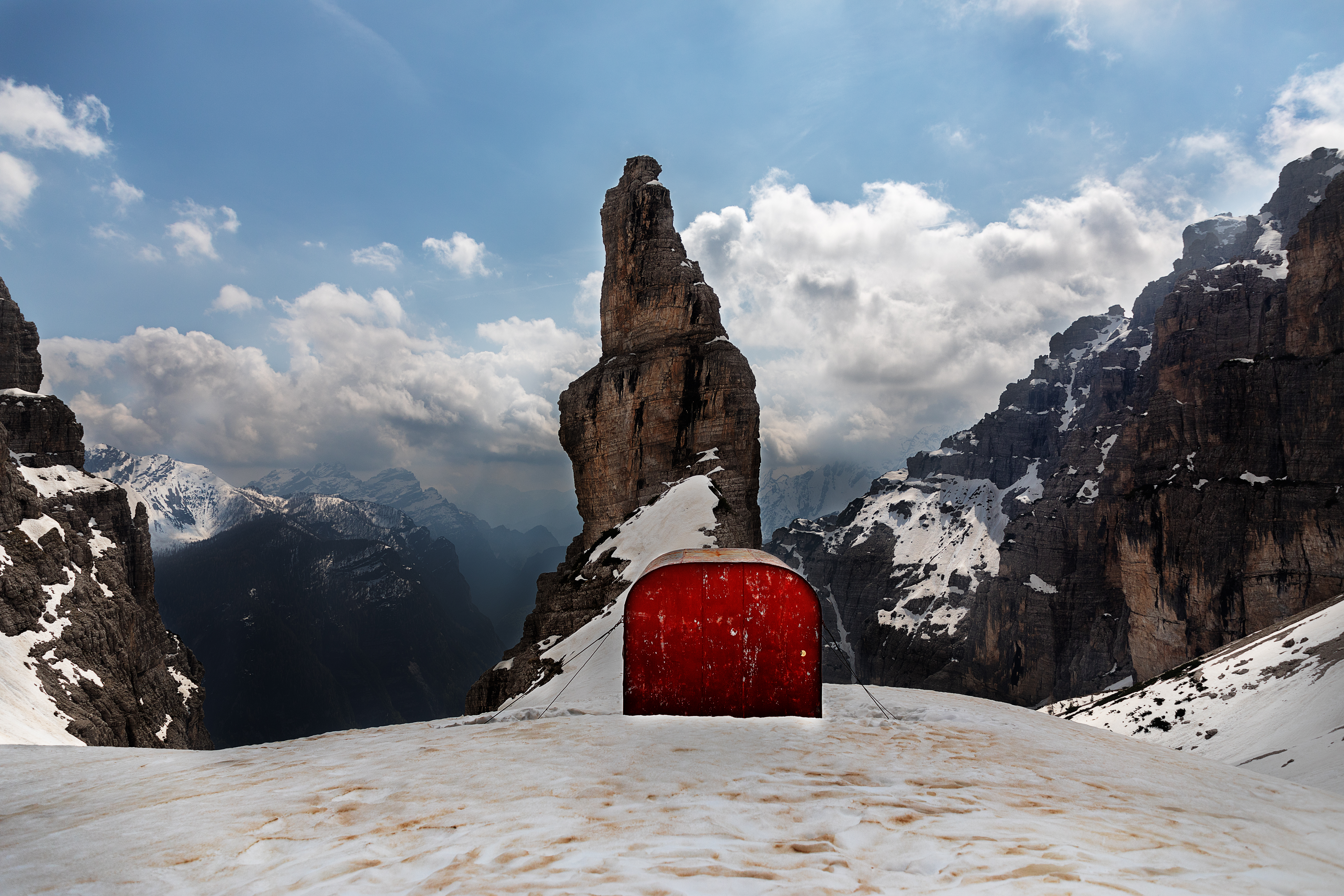
Il bivacco Perugini e il Campanile
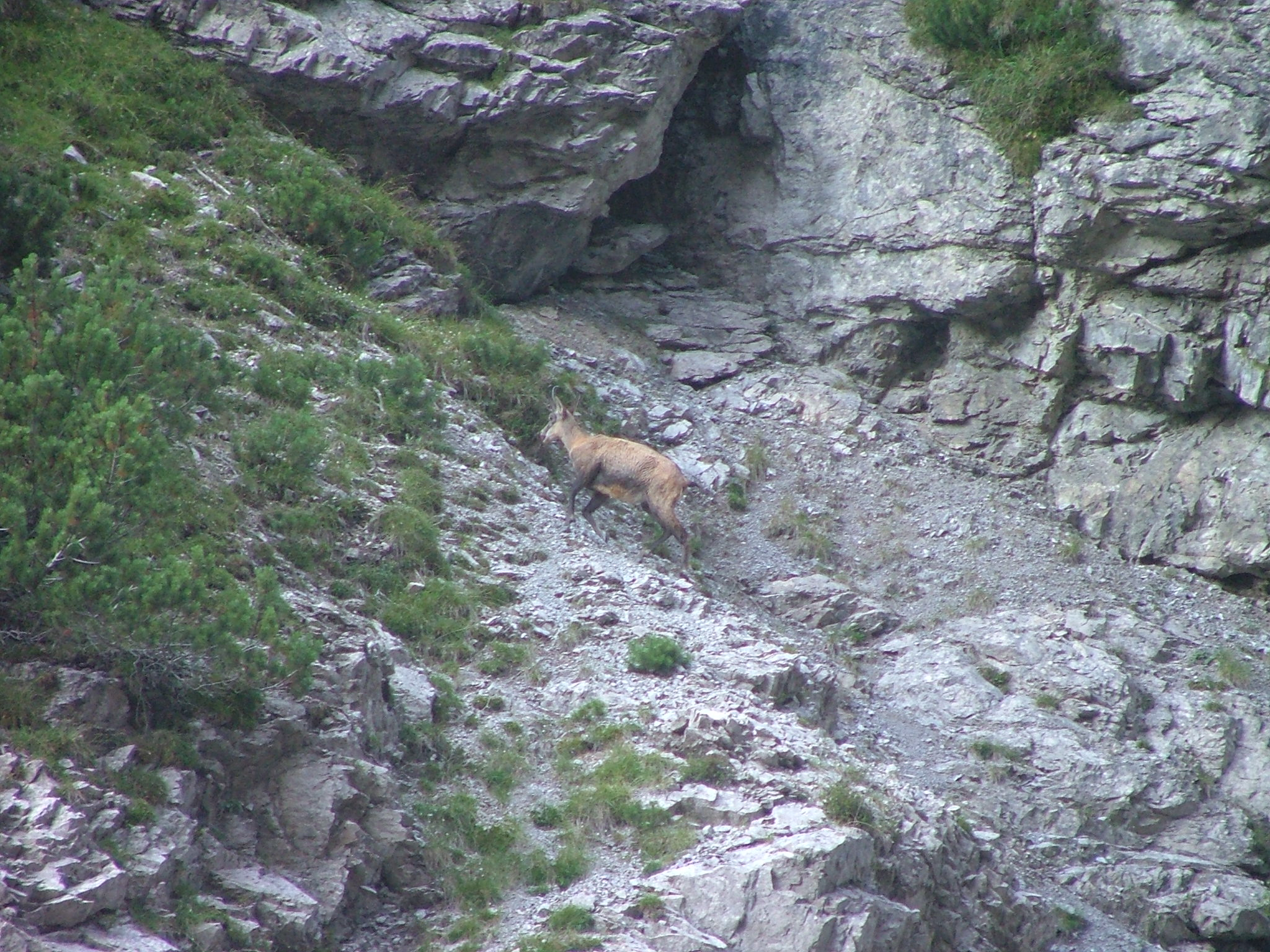
Un camoscio in Val Montanaia
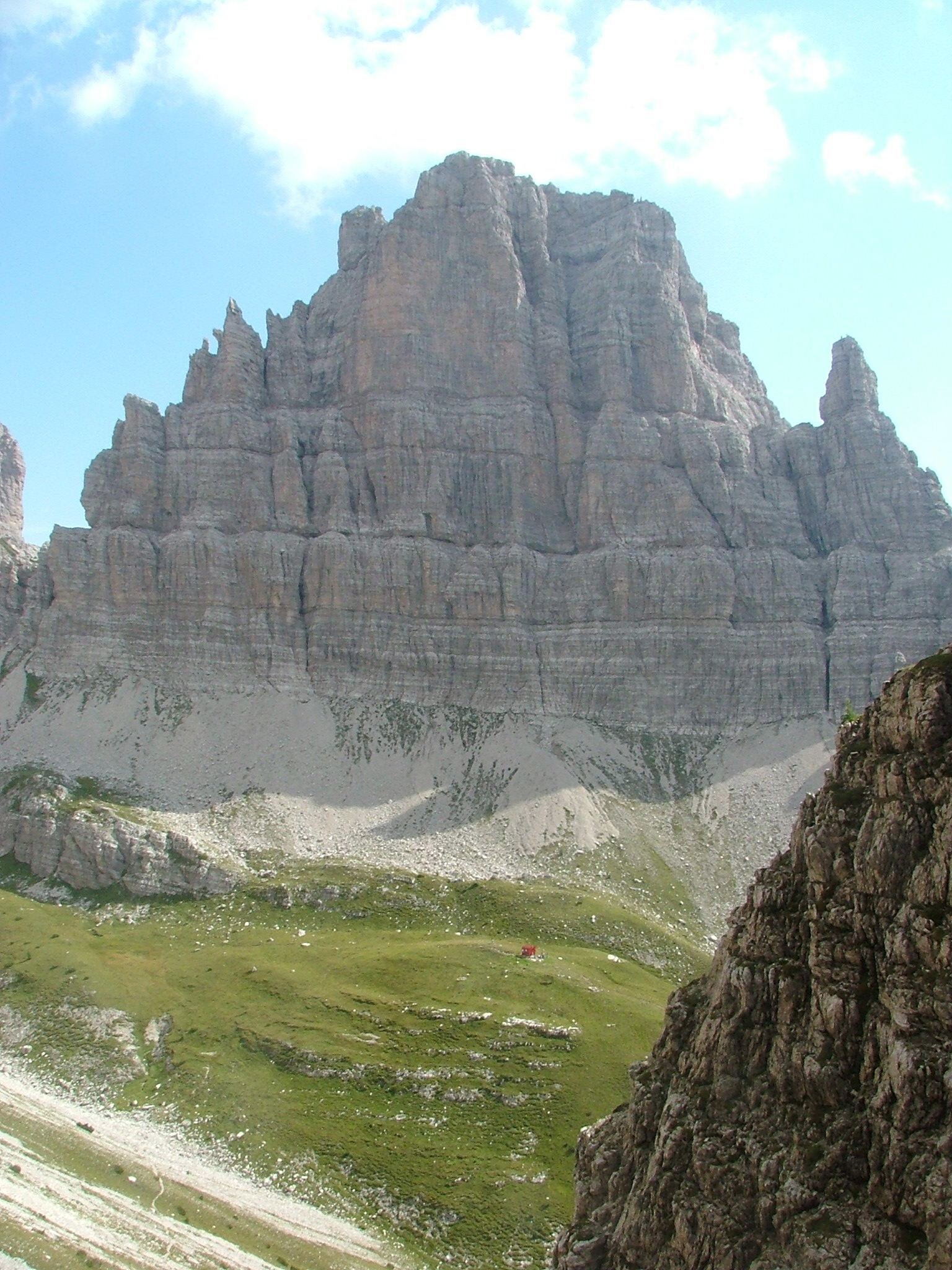
Croda Montanaia, a poche centinaia di metri dal campanile
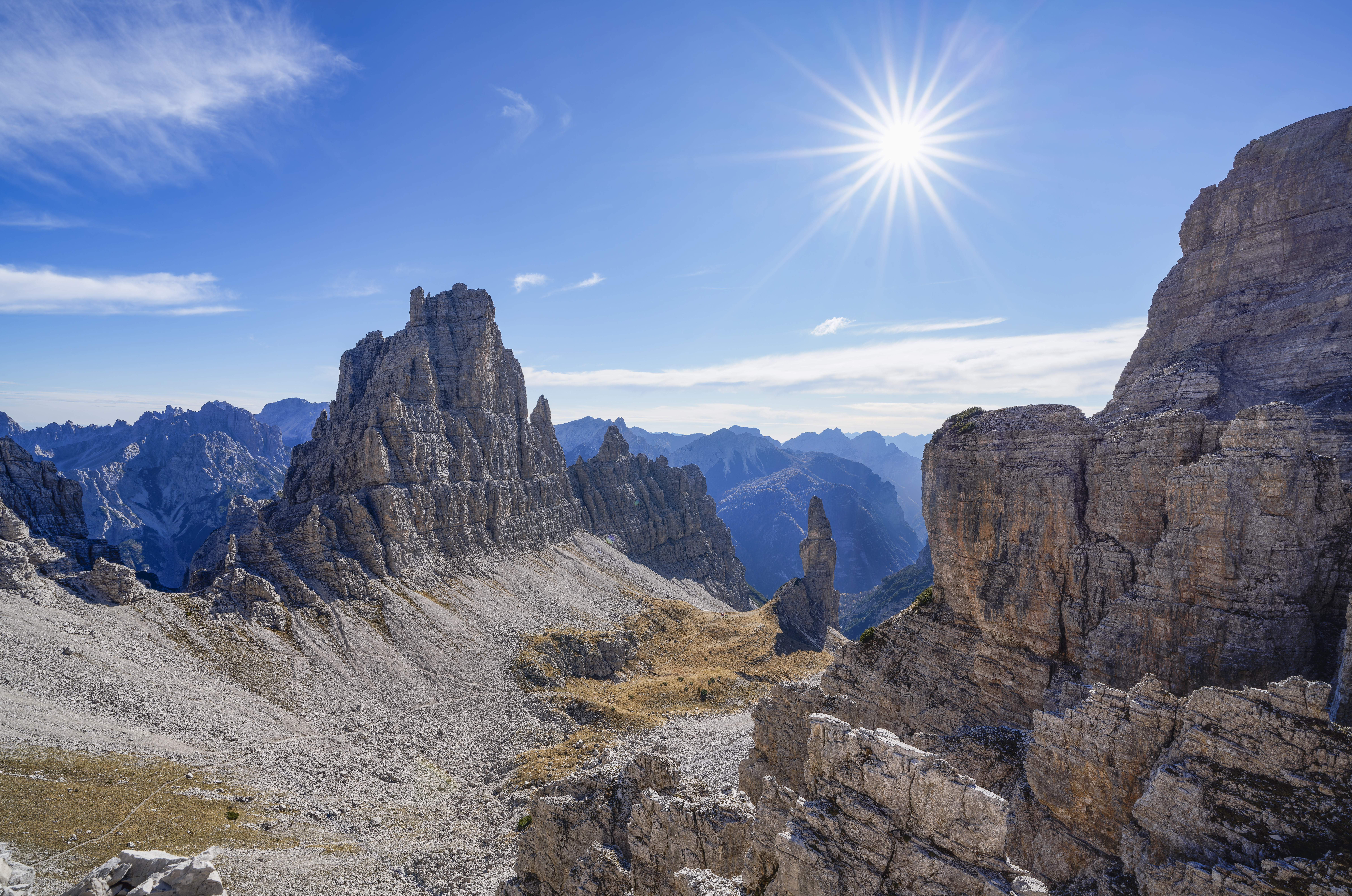
Val Montanaia e campanile